# Doris Kunstmann
Doris Kunstmann (Amburgo, 22 ottobre 1944) è un'attrice tedesca, attiva dagli anni sessanta in campo teatrale, cinematografico e televisivo.
In carriera, tra cinema e televisione, ha partecipato sinora ad oltre 140 produzioni.

## Biografia
Doris Kunstmann è nata ad Amburgo il 22 ottobre 1944. È figlia dell'attrice Erika Kunstmann e del produttore cinematografico Georg Thieß, tra i suoi ruoli più noti, figurano quello di Eva Braun nel film di Ennio De Concini Gli ultimi 10 giorni di Hitler (1973), quello del Giudice Kreutzer nella serie televisiva Edel & Starck e quello di Melanie Albers nella soap opera My Life (Rote Rosen).

## Filmografia parziale

### Cinema
- Sie fanden ihren Weg (1963)
- Il sesso degli angeli, regia di Ugo Liberatore (1968)
- Bora Bora, regia di Ugo Liberatore (1968)
- Mai più dolce sorella (Deine Zärtlichkeiten) (1969)
- Lovemaker - L'uomo per fare l'amore, regia di Ugo Liberatore (1969)
- Nessuna pietà: uccidetelo! (1971)
- Trotta (1971)
- La morte negli occhi del gatto, regia di Antonio Margheriti (1973)
- Gli ultimi 10 giorni di Hitler, regia di Ennio De Concini (1973)
- Operazione Siegfried (Inside Out), regia di Peter Duffell (1975)
- Les équilibristes (1992)
- Ich begehre dich (1995)
- Tod im Paradies (1996)
- Funny Games, regia di Michael Haneke (1997)
- Gott ist ein toter Fisch (2001)
- Seventeen (2002)
- Verrückt nach Paris (2002)
- Samba in Mettmann (2004)
- Die Unsterblichen (2004)
- Friedliche Zeiten (2008)
- Tesoro, sono un killer (Mord ist mein Geschäft, Liebling), regia di Sebastian Niemann (2009)

### Televisione
- Was soll werden, Harry? (1963)
- Hafenpolizei - serie TV, 1 episodio (1963)
- Eine Frau ohne Bedeutung (1969)
- Yester - der Name stimmt doch? (1971)
- Miks Bumbullis (1971)
- Oscar Wilde (1972)
- Die Gräfin von Rathenow (1973)
- Depressionen (1975)
- L'ispettore Derrick (Derrick, serie TV, episodio "Quattro colpi dietro la porta", regia di Dietrich Haugk (1975)
- L'ispettore Derrick (Derrick, serie TV, episodio "Il caso Annie Rothe", regia di Alfred Vohrer (1975)
- Orzowei, il figlio della savana - miniserie TV (1975)
- Die Eingeschlossenen (1978)
- Tatort (serie TV, 1 episodio, 1980)
- Der Gerichtsvollzieher (serie TV, 1981)
- Il commissario Köster (1 episodio, 1983)
- Nesthäkchen - serie TV (1983)
- Der Glücksritter (serie TV, 1984)
- Die Fräulein von damals (1987)
- Waldhaus (serie TV, 1987)
- Un caso per due (Ein Fall für zwei, serie TV, 1 episodio, 1989)
- Un caso per due (Ein Fall für zwei, serie TV, 1 episodio, 1992)
- Clara - miniserie TV (1993)
- Der Betrogene (1993)
- Wolff - Un poliziotto a Berlino (serie TV, 1 episodio, 1993)
- Tatort (serie TV, 1 episodio, 1994)
- Tatort (serie TV, 1 episodio, 1995)
- Der Blinde (1996)
- Un caso per due (Ein Fall für zwei, serie TV, 1 episodio, 1996)
- Tatort (serie TV, 1 episodio, 1997)
- Un caso per due (Ein Fall für zwei, serie TV, 1 episodio, 1998)
- Un caso per due (Ein Fall für zwei, serie TV, 1 episodio, 1998)
- Squadra Speciale Cobra 11 (serie TV, episodio "Odio profondo", 1998)
- Meine beste Feindin (1999)
- Der Todesbus (2000)
- Engel sucht Flügel (2001)
- Männer sind zum Abgewöhnen (2001)
- St. Angela (serie TV, 1 episodio, 2002)
- Wenn die Liebe verloren geht (2002)
- Edel & Starck (serie TV, 2002-2005)
- Seventeen - Mädchen sind die besseren Jungs (2003)
- Un caso per due (Ein Fall für zwei, serie TV, 1 episodio, 2003)
- Rosamunde Pilcher - Gewissheit des Herzens (film TV, 2003)
- Squadra Speciale Colonia (serie TV, 1 episodio, 2004)
- 14º Distretto (serie TV, 2004)
- Sophie (Typisch Sophie) - serie TV (2004-2006)
- Tatort (serie TV, 1 episodio, 2006)
- Commissario Laurenti (serie TV, 1 episodio, 2006)
- Guardia costiera (Küstenwache, serie TV, 1 episodio, 2007)
- Hamburg Distretto 21 (Großstadtrevier, serie TV, 1 episodio, 2008)
- Putzfrau Undercover (2008)
- My Life (Rote Rosen, soap opera, 2008)
- Un ciclone in convento (serie TV, 15 episodi, 2004-2020)
- Squadra Speciale Stoccarda (serie TV, 1 episodio, 2010)
- Polnische Ostern (2011)

## Teatro
- Sister Act (musical, 2011)